# Schadbach
Der Schadbach ist ein Fließgewässer in der Verbandsgemeinde Bernkastel-Kues im Landkreis Bernkastel-Wittlich in Rheinland-Pfalz.

## Verlauf
Der etwa 1,2 km lange Bach, ein rechter Zufluss der Mosel, hat seine Quelle südöstlich von Graach-Schäferei, einem Ortsteil von Graach an der Mosel. Von dort fließt er in südwestlicher Richtung nördlich des jüdischen Friedhofs Bernkastel. Er unterquert zwischen Graach an der Mosel und Bernkastel die B 53/B 50 und mündet kurz danach in die Mosel.